# Liste der Kulturgüter in Roches
Die Liste der Kulturgüter in Roches enthält alle Objekte in der Gemeinde Roches im Kanton Bern, die gemäss der Haager Konvention zum Schutz von Kulturgut bei bewaffneten Konflikten, dem Bundesgesetz vom 20. Juni 2014 über den Schutz der Kulturgüter bei bewaffneten Konflikten sowie der Verordnung vom 29. Oktober 2014 über den Schutz der Kulturgüter bei bewaffneten Konflikten unter Schutz stehen.
Es sind weder A-Objekte noch B-Objekte auf dem Gemeindegebiet ausgewiesen, Objekte der Kategorie C fehlen zurzeit (Stand: 5. April 2024). Unter übrige Baudenkmäler sind Objekte zu finden, die im Bauinventar des Kantons Bern als «schützenswert» verzeichnet sind.

## Übrige Baudenkmäler
Hinweis: Als Objekt-Identifikator (ID) wird die Grundstücksnummer verwendet.
| ID  | Foto |                 | Objekt | Typ | Standort                                | Beschreibung |
| --- | ---- | --------------- | --- | --- | --------------------------------------- | ------------ |
| 49  | BW   | Datei hochladen | Wohnhaus (1896) / Maison (1896)                                                                              | G   | Milieu du Village 27 595659 / 239016    |              |
| 49  | BW   | Datei hochladen | Speicher (1753) / Grenier (1753)                                                                             | G   | Milieu du Village 30a 595667 / 239049   |              |
| 231 | BW   | Datei hochladen | Bauernhaus (1844) / Ferme (1844)                                                                             | G   | Route Principale 12 595925 / 238939     |              |
| 278 | BW   | Datei hochladen | Speicher (1675) / Grenier (1675)                                                                             | G   | Milieu du Village 24b 595717 / 238978   |              |
| 328 | BW   | Datei hochladen | Wohnhaus (2. Hälfte 19. Jh.) / Maison (2ème moitié du 19ème s.)                                              | G   | Route Principale 10 595959 / 239019     |              |
| 353 | BW   | Datei hochladen | Speicher (1774) / Grenier (1774)                                                                             | G   | Bas du Village 19a 595854 / 238928      |              |
| 366 | BW   | Datei hochladen | Ehemalige Poststation oder Bauernhaus (2. Hälfte 19. Jh.) / Ancien relais ou ferme (2ème moitié du 19ème s.) | G   | La Roche St-Jean 1 596409 / 240168      |              |
| 384 | BW   | Datei hochladen | Schulhaus (2. Hälfte 19. Jh.) / Ecole (2ème moitié du 19ème s.)                                              | G   | Haut du Village 31 595362 / 239060      |              |
| 435 | BW   | Datei hochladen | Speicher (1822) / Grenier (1822)                                                                             | G   | La Roche ès Corbets 47a 593709 / 238999 |              |
| 436 | BW   | Datei hochladen | Speicher (1737) / Grenier (1737)                                                                             | G   | La Combe 52a 593841 / 239400            |              |
| 535 | BW   | Datei hochladen | Bauernhaus (1. Hälfte 19. Jh.) / Ferme (1ère moitié du 19ème s.)                                             | G   | Les Hautes Roches 46 594587 / 238988    |              |
| 543 | BW   | Datei hochladen | Bauernhaus (1851) / Ferme (1851)                                                                             | G   | Les Hautes Roches 35 594656 / 238963    |              |
| 580 | BW   | Datei hochladen | Ehemaliges Bauernhaus (1696) / Ancienne ferme (1696)                                                         | G   | Le Trondai 54 595135 / 239678           |              |
| 586 | BW   | Datei hochladen | Restaurant du Cheval Blanc (1871)                                                                            | G   | Route Principale 15 595830 / 238801     |              |

Hinweis zur Legende: Anstelle der KGS-Nummer wird als Objekt-Identifikator (ID) die Grundstücksnummer verwendet.